# Гесниц (Тирингија)
Гесниц (њем. Gößnitz) град је у њемачкој савезној држави Тирингија. Једно је од 40 општинских средишта округа Алтенбургер Ланд. Према процјени из 2010. у граду је живјело 3.881 становника. Посједује регионалну шифру (AGS) 16077012.

## Географски и демографски подаци
Гесниц се налази у савезној држави Тирингија у округу Алтенбургер Ланд. Град се налази на надморској висини од 202 метра. Површина општине износи 14,0 km². У самом граду је, према процјени из 2010. године, живјело 3.881 становника. Просјечна густина становништва износи 276 становника/km².